# Provincia de Carabobo
La provincia de Carabobo fue una de las antiguas provincias de Venezuela, cuando este país aún poseía un régimen centralista. La provincia fue creada el 25 de junio de 1824 al ser separada de la de Caracas, con un territorio que abarcaba los actuales estados de Carabobo, Cojedes y Lara.

## Historia

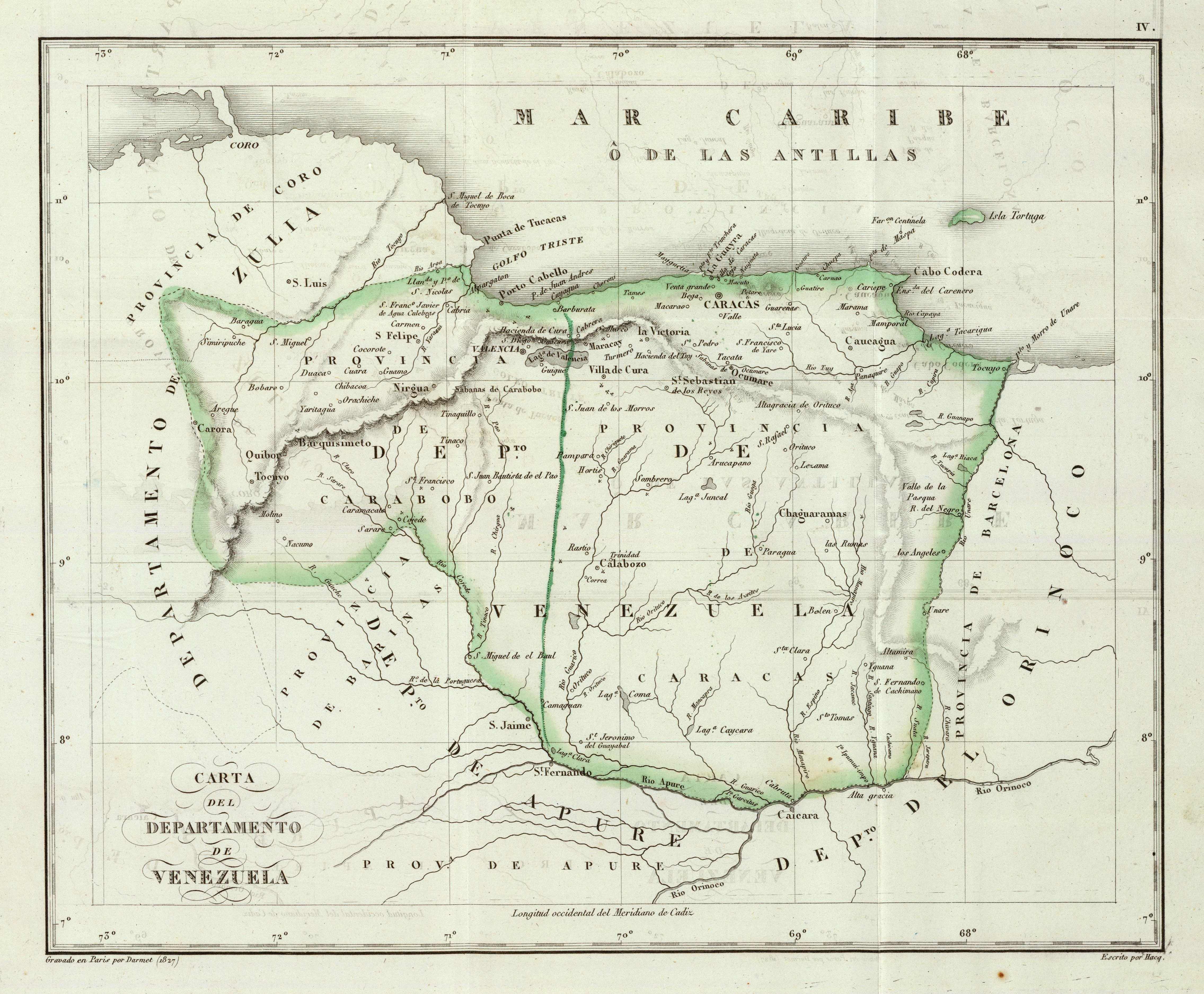
Carta del departamento de Venezuela y sus divisiones administrativas en 1827.

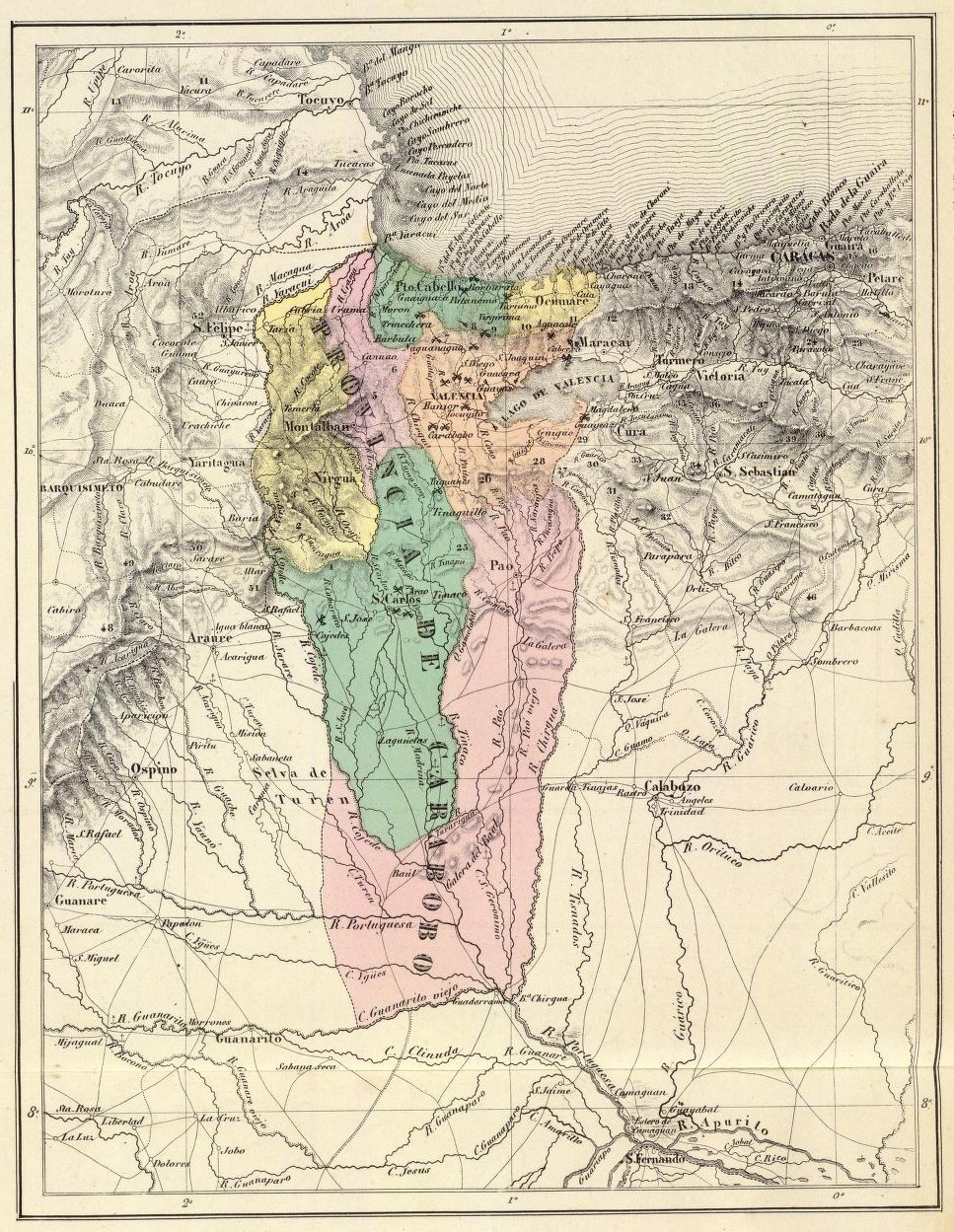
Provincia de Carabobo en 1840.

El 24 de junio de 1824 se creó la «provincia de Carabobo» sobre la parte occidental de la provincia de Caracas, ambas formando parte del departamento de Venezuela. Dicha provincia estuvo constituida por los cantones de Valencia (capital), Puerto Cabello, Ocumare, San Carlos, Nirgua, Pao, San Felipe, Tocuyo, Quíbor, Barquisimeto, Carora y Yaritagua.
El 6 de mayo de 1830 tuvo lugar el Congreso de Valencia, donde se declaró la Independencia de Venezuela de la Gran Colombia y se proclamó Valencia como capital de la República. El 29 de marzo de 1832 el gobierno creó la provincia de Barquisimeto con los cantones más occidentales de la Provincia de Carabobo, dejando a esta última con los cantones de Valencia, Nirgua y Cojedes. En 1855 se le reduce el territorio nuevamente al separarle los cantones de Nirgua y San Carlos para crear las provincias de Yaracuy y Cojedes, dejándola integrada únicamente por los cantones de Valencia, Puerto Cabello, Montalbán y Ocumare.
El 28 de abril de 1856 se dictó una Ley de División Territorial de la República, estableciendo que la «Provincia de Carabobo» se componía a partir de ese momento por los cantones Valencia, Puerto Cabello, Montalbán y Ocumare. En 1864 a la provincia se le anexa el territorio correspondiente al actual Estado Cojedes hasta 1872.
El 27 de abril de 1881 el Gobierno Nacional reformó la división político territorial del país (anteriormente dividido en provincias) y crea los Estados Federales, conformando de esta manera al Estado Carabobo junto con la sección de Nirgua del actual Estado Yaracuy.